# Priemsnavelhoningeter
De priemsnavelhoningeter (Microptilotis gracilis) is een vogel die voorkomt in het zuiden van Nieuw-Guinea en het uiterste noordoosten van Australië.

## Beschrijving

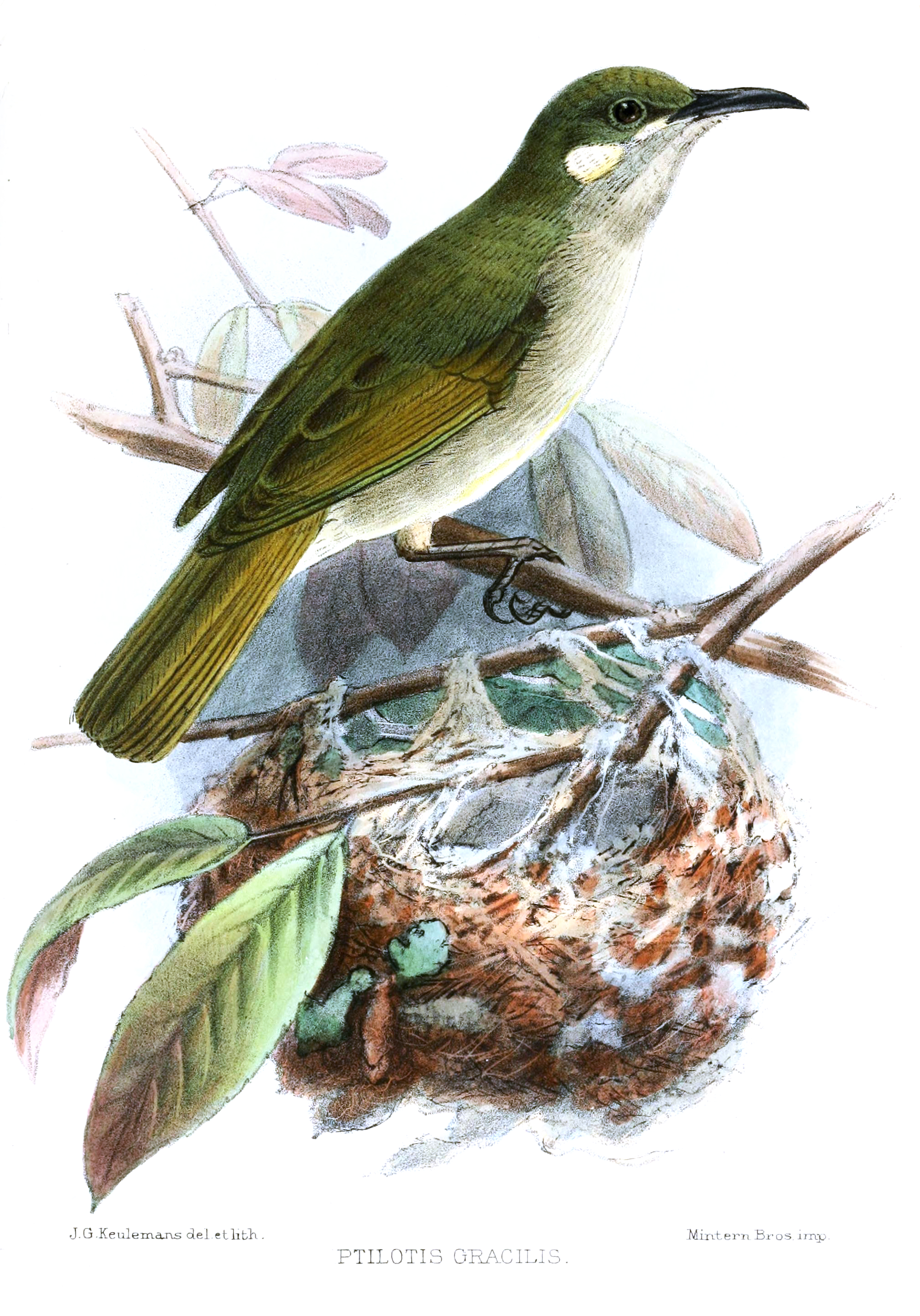
Priemsnavelhoningeter getekend in 1898 door John Gerrard Keulemans.

De priemsnavelhoningeter is een vrij kleine honingeter uit het geslacht Microptilotis met een lengte van 13,3 tot 16,5  cm. Honingeters uit dit geslacht lijken sterk op elkaar en onderscheiden zich van elkaar door het verspreidingsgebied waarin ze voorkomen en hun roep. De priemsnavelhoningeter heeft een kleine ronde lichtgele vlek op de oorstreek en een smalle lichtgele teugel (horizontaal streepje op de kop in verlengde van mondhoek). De snavel is in vergelijking met andere honingeters nogal kort en dun.

## Verspreiding en leefgebied
Het verspreidingsgebied van de priemsnavelhoningeter strekt zich uit over het zuiden van Nieuw-Guinea, de Aru-eilanden en de noordelijkste punt van de provincie Queensland (Kaap York). Het is geen uitgesproken bosvogel, het leefgebied bestaat uit een groot aantal landschapstype waarin vooral veel laag struikgewas of spaarzaam geboomte voorkomt; ook in tuinen en nooit hoger dan in heuvelland van 300 m boven de zeespiegel.

## Status
De grootte van de populatie is niet gekwantificeerd maar de soort wordt omschreven als algemeen. Op de Rode lijst van de IUCN heeft deze soort de status niet bedreigd.